# Megachile wheeleri
Megachile wheeleri är en biart som beskrevs av Mitchell 1927. Megachile wheeleri ingår i släktet tapetserarbin, och familjen buksamlarbin. Inga underarter finns listade i Catalogue of Life.